# Honeymunch
Honeymunch ist eine deutsche Jazz-Funk-Electronic-Band, die 2001 in Düsseldorf gegründet wurde. Sie verbindet akustische mit elektronischen Instrumenten.

## Geschichte
Im Januar 2001 spielte die Band ihre ersten Konzerte unter anderem im Coffy in Düsseldorf, das von den Machern des Labels Unique betrieben wurde.
Kurz darauf folgte 2002 eine Einladung zur „Wildcard“ im Stadtgarten Köln. Das Konzert wurde von WDR 5 aufgenommen und in Bernd Hoffmanns Sendung „Jazz und Trends“ präsentiert. Die Band belegte in diesem Jahr beim Bandcontest des Europhonics Jazzfestivals in Dortmund den ersten Platz.
2003 waren sie Tourband des Ostseejazzfestivals und präsentierten hier ihr Debütalbum „Solon“, das auf dem italienischen Acid-Jazz-Label Irma Records veröffentlicht wurde. Ein Song des Albums schaffte es zur TV-Serie Sex and the City und das Album war beim Radiosender Jam FM Jazztipp der Woche.
Arnaldo Desouteiro, Voting Member of the Naras Grammy, wählte Honeymunch in seinem Voting „Best Jazz Artists 2003“ auf Platz 2 der Newcomer. Ralf Stritt am Fender-Rhodes-Piano wurde in dieser Kategorie auf Platz 3 hinter Joe Sample und Herbie Hancock gewählt.
Das zweite Album Bunch wurde 2005 vom Frankfurter Label Infracom herausgebracht. Die Tour zum Album umfasste 50 Konzerte im In- und Ausland. Darunter u. a. Leverkusener Jazztage, Europhonics Jazzfestival, Juicy Beats, Hildener Jazztage und Bitterzoet in Amsterdam.
Die ersten beiden Alben wurden in ihrem Studio in einem ehemaligen Postgebäude in Düsseldorf von Andreas Stickel und Ralf Stritt aufgenommen und produziert. Nachbarn waren der EGO Club, Kreidler und die Bad Examples.
2007 wurde die DVD Honeymunch Live at Mojo Club im Stadtgarten Köln produziert.
Nach dem Unfalltod des Gitarristen Ulf Gronen 2007 wurde es ruhiger um die Band, die 2011 aber noch ihr drittes Album New Destination mit Aufnahmen des Gitarristen veröffentlichte.
2021 hatten Honeymunch ihr Comeback mit ihrem spiritual-Jazz-Album Kaleidoscope (Irma Records) im Trio mit Trompete, Bass, Fender Rhodes und Analog-Synthesizer.

## Stil
Honeymunch mischen Jazz und Funk mit elektronischer Musik. Unter anderem werden Drum and Bass sowie Disco-Elemente verwendet. Dazu wird neben einem Klavier auch ein Synthesizer der Marke Fender Rhodes verwendet. Während die erste Besetzung auch noch Gitarre und Schlagzeug umfasst, ist die Band seit einiger Zeit ein Trio und setzt verstärkt auf Ambient.

## Diskografie
Alben
- 2003: Solon (Suonaphone)
- 2005: Bunch (InfraCom!)
- 2011: New Destination (Irma)
- 2021: Kaleidoscope (Irma)